# El fotógrafo y el cartero: El crimen de Cabezas
 El fotógrafo y el cartero: El crimen de Cabezas  és una pel·lícula documental de l'Argentina filmada en color dirigida per Alejandro Hartmann sobre el seu propi guió escrit en col·laboració amb Tatiana Merenuk i Gabriel Bobillo que es va estrenar el 19 de maig de 2022 després de ser exhibida en el Buenos Aires Festival Internacional de Cinema Independent del mateix any.

## Sinopsi
L'assassinat del fotògraf José Luis Cabezas ocorregut el 25 de gener de 1997 a l'Argentina analitzat en un documental que sembla trobar després d'aquest crim un entramat mafiós en el qual els poders polítics i econòmics no semblen estar aliens.

## Comentaris
Diego Batlle al lloc web otroscines.com va opinar:
| « | ” Aquest documental …és al mateix temps una ratificació… del professionalisme de Vanessa Ragone (Haddock Films) i del director Alejandro Hartmann…(i) una decepció perquè no hi ha pràcticament aportacions noves en aquesta recerca…i -mèrit no menor- oferir un apropiat context de l'època i de les seves conseqüències sociopolítiques: des del triomf electoral de Fernando de la Rúa fins a l'explosió de 2001… és un treball digne, meritori i encertat que constitueix a més un merescut homenatge a la figura de Cabezas. | » |

Diego Lerer al lloc web micropsiacine.com va escriure:
| « | ”Les notícies...van generant modificacions graduals que, d'alguna manera, li donen sentit al conjunt. De poc...una cosa va transformant-se en una altra i al llarg d'un temps estem, fonamentalment, davant una nova realitat. Així funcionen també les teories conspiratives: un petit i gradual pas diari fa natural i creïble gairebé qualsevol cosa… observar l'afer des de la distància, des d'un marc més ampli d'època. I aquest és un dels assoliments d'aquest documental: contextualitzar l'assassinat del fotògraf…en una dècada plagada de, diguem, «crims mafiosos», o que tenien moltes d'aquestes característiques… El fotògraf i el carter no desaprova ni posa en dubte la resolució del cas ni aporta elements per a repensar el que va succeir. El que fa és recordar-lo, pas a pas…Però en contextualitzar-lo en la batalla política entre el llavors president Carlos Menem i el governador...Eduardo Duhalde, amb Domingo Cavallo pel mig, i amb acusacions creuades de tota mena, la pel·lícula sembla donar suport a la teoria que Cabezas no va ser assassinat només per una foto sinó com una passada de factures mafiós entre un i un altre bàndol d'aquesta disputa…. No s'explora massa quins poden haver estat els secrets o negociats que van portar al fet que això succeís, però la distància serveix per a abonar la teoria que l'assassinat del reporter gràfic va ser un missatge mafiós entre pesos pesants de la política nacional” | » |

## Premis i nominacions
| Premi                  | Data               | Categoria                    | Nominat                                         | Resultat  | Ref.        |
| ---------------------- | ------------------ | ---------------------------- | ----------------------------------------------- | --------- | ----------- |
| Premis Cóndor de Plata | 22 de maig de 2023 | Millor documental            | El fotógrafo y el cartero: El crimen de Cabezas | Nominat   | [ 3 ] [ 4 ] |
| Premis Sur             | 28 agost 2023      | Millor pel·lícula documental |                                                 | Guanyador | [ 5 ]       |
| Premis Sur             | 28 agost 2023      | Millor so                    |                                                 | Nominat   |             |
| Premis Sur             | 28 agost 2023      | Millor música original       |                                                 | Nominat   |             |